# Tramain
Tramain är en kommun i departementet Côtes-d'Armor i regionen Bretagne i nordvästra Frankrike. Kommunen ligger i kantonen Jugon-les-Lacs som tillhör arrondissementet Dinan. År 2022 hade Tramain 700 invånare.

## Befolkningsutveckling
Antalet invånare i kommunen Tramain
Referens:INSEE